# Mieszany Pułk Dragonów
Mieszany Pułk Dragonów (ros. Сводно-драгунский полк) – oddział wojskowy Białych podczas wojny domowej w Rosji
Oddział został sformowany 19 czerwca 1919 r. w Sewastopolu. Liczył 74 oficerów i 841 żołnierzy. Składał się z kadr carskich Krymskiego Pułku Konnego, 3 Noworosyjskiego Pułku Dragonów i 15 Pieriejasłowskiego Pułku Dragonów. Miał sześć szwadronów konnych. Na czele oddziału stanął płk Dawid I. Tugan-Mirza-Baranowski. Pułk wchodził w skład 3 Brygady 2 Dywizji Kawalerii. W poł. sierpnia 1919 r. pułk brał udział w walkach zakończonych zdobyciem Odessy, po czym został uzupełniony dużą liczbą ochotników. Sformowano nowy szwadron. Wkrótce z pułku wydzielono kadry carskiego Krymskiego Pułku Konnego w celu utworzenia na ich bazie nowego oddziału konnego. Nowym dowódcą pułku został na krótko gen. Anatolij N. Rozenszild von Paulin, a następnie płk Jurij G. Lermontow. Pułk podzielono na Noworosyjski Dywizjon Dragonów (dwa szwadrony) i Piotrogradzki Dywizjon Ułanów (dwa szwadrony). Uczestniczył on w działaniach zbrojnych zbiorczego oddziału gen. A.N. Rozenszilda von Paulina przeciwko wojskom ukraińskim atamana Semena Petlury. Oba dywizjony pułku walczyły oddzielnie. Pod koniec września w skład pułku włączono Samodzielny Dywizjon Konny rtm. Władimira A. Dwojczenki i kadry carskiego 7 Ołwiopolskiego Pułku Ułanów. Na pocz. października silnie osłabione walkami Piotrogradzki Dywizjon Ułanów i Noworosyjski Dywizjon Dragonów skierowano na tyły do Odessy, aby zostały uzupełnione rekrutami. Natomiast dywizjon rtm. W.A. Dwojczenki walczył z oddziałami anarchistów Nestora I. Machny. W poł. października Mieszany Pułku Dragonów włączono do nowo sformowanej Samodzielnej Brygady Kawalerii. W listopadzie pułk został ewakuowanymi statkami z Odessy na Krym. Dywizjon rtm. W.A. Dwojczenki przetransportowano wraz z Czeczeńską Dywizją Konną, po czym na Krymie walczył już w jej szeregach. Na pocz. stycznia 1920 r. Mieszany Pułku Dragonów brał udział w ciężkich walkach na Przesmyku Perekopskim, po czym został rozformowany.